# Dragozetići
Dragozetići so naselje na otoku Cresu (Hrvaška).
Naselje Dragozetići se nahaja okoli 20 km severno od mesta Cresa v notranjosti otoka. Vas je zgrajena amfiteatralno na nadmorski višini 279 m nad plodnim poljem, ki naselje deli od strmega pogozdenega obalnega pasu. V vasi stoji cerkev iz 1497, ki pa je bila pozneje večkrat prezidana. Dragozetići so od trajektnega pristanišča Porozina oddaljeni 6 km.

## Demografija
| Pregled števila prebivalcev po letih | Pregled števila prebivalcev po letih | Pregled števila prebivalcev po letih | Pregled števila prebivalcev po letih | Pregled števila prebivalcev po letih | Pregled števila prebivalcev po letih | Pregled števila prebivalcev po letih | Pregled števila prebivalcev po letih | Pregled števila prebivalcev po letih | Pregled števila prebivalcev po letih | Pregled števila prebivalcev po letih | Pregled števila prebivalcev po letih | Pregled števila prebivalcev po letih | Pregled števila prebivalcev po letih | Pregled števila prebivalcev po letih |
| ------------------------------------ | ------------------------------------ | ------------------------------------ | ------------------------------------ | ------------------------------------ | ------------------------------------ | ------------------------------------ | ------------------------------------ | ------------------------------------ | ------------------------------------ | ------------------------------------ | ------------------------------------ | ------------------------------------ | ------------------------------------ | ------------------------------------ |
| 1857                                 | 1869                                 | 1880                                 | 1890                                 | 1900                                 | 1910                                 | 1921                                 | 1931                                 | 1948                                 | 1953                                 | 1961                                 | 1971                                 | 1981                                 | 1991                                 | 2001                                 |
| 198                                  | 199                                  | 211                                  | 249                                  | 258                                  | 282                                  | 384                                  | 427                                  | 248                                  | 146                                  | 102                                  | 64                                   | 28                                   | 19                                   | 21                                   |